# 11878 Hanamiyama
11878 Hanamiyama este un asteroid din centura principală de asteroizi.

## Descriere
11878 Hanamiyama este un asteroid din centura principală de asteroizi. A fost descoperit pe 18 aprilie 1990 la Geisei de Tsutomu Seki. Asteroidul prezintă o orbită caracterizată de o semiaxă mare de 2,39 ua, o excentricitate de 0,14 și o înclinație de 3,9° în raport cu ecliptica.